# Prosoeca caffraria
Prosoeca caffraria är en tvåvingeart som beskrevs av Robert W. Lichtwardt 1910. Prosoeca caffraria ingår i släktet Prosoeca och familjen Nemestrinidae. Inga underarter finns listade i Catalogue of Life.